# Xã Palmyra, Quận Warren, Iowa
Xã Palmyra (tiếng Anh: Palmyra Township) là một xã thuộc quận Warren, tiểu bang Iowa, Hoa Kỳ. Năm 2010, dân số của xã này là 559 người.